# Collaroy

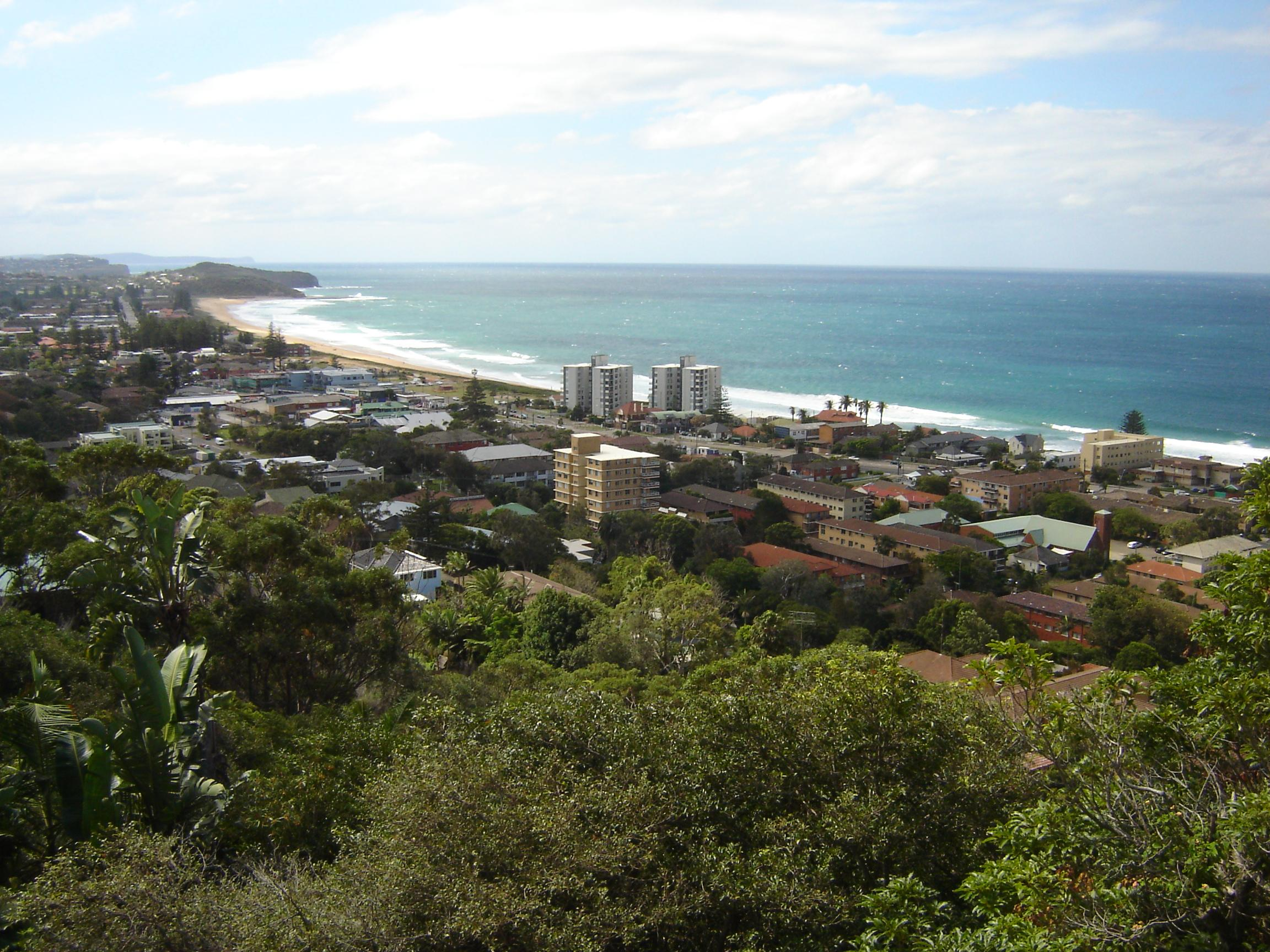
Vue de Collaroy

Collaroy est une banlieue du nord de Sydney, en Nouvelle-Galles du Sud, en Australie. Collaroy est située à 22 km du centre d'affaires de Sydney, dans la Zone d'administration locale du Conseil de Warringah. Elle fait partie de la région des Northern Beaches.

## Histoire
Cette localité était auparavant rattachée à Narrabeen mais a été renommée après que le charbonnier S.S. Collaroy s'échoue sur la plage en 1881 au cours d'une tempête,. Ce bateau fut renfloué et s'échoue plus tard sur la côte californienne en 1889. La plupart du développement de Collaroy s'est fait au cours du XXe siècle.
Le Post Office de Collaroy Beach a ouvert le 12 février 1923. Celui de Collaroy Plateau le 1er avril 1949 avant de fermer en 1988. Le Post Office de Collaroy Plateau West a ouvert le 1er novembre 1967 et est rebaptisé Collaroy Plateau en 1996.

## Paysage

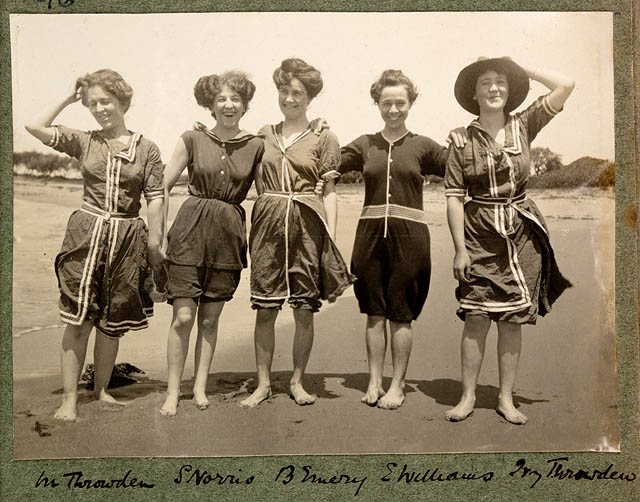
Femmes sur la plage de Collaroy en 1908, photographiées par Colin Caird

La plage de surf de Collaroy relie celle de Narrabeen pour former une plage continue de 3,4 km de long.

## Démographie
Selon le recensement de 2011, Collaroy compte 14 388 habitants.